# Robert Ier de Blois
Pour les articles homonymes, voir Robert de Blois.
Deuxième fils du comte Eudes Ier, Robert Ier de Blois a été élevé vicomte de Blois par ce-dernier.

## Biographie
Robert est cité comme vicomte dans une charte de 989.

## Famille
Il épousa Mahaut de Châteaudun, fille du vicomte Hugues III de Châteaudun, puis une denommée Milesinde.